# Compagnie des fromages & RichesMonts
La Compagnie des fromages & RichesMonts (CF&R) est une entreprise d'agroalimentaire industriel française spécialisée dans la transformation, la commercialisation et la sous-traitance de fromages industriels français à pâte molle portant notamment les appellations camembert, coulommiers, brie, de fromage pour raclette et de fondues.
CF&R possède les marques commerciales (Cœur de Lion, Le Rustique, RichesMonts, St André, Révérend) et sous-traite pour de grands groupes de distribution et leurs marques de distributeurs, dans plus de 70 pays.
CF&R est née en 2008 de la fusion de la Compagnie des Fromages (Savencia) et des fromageries RichesMonts (Sodiaal). Aujourd'hui, CF&R est une coentreprise détenue à 51 % par le groupe Savencia (chef de file mondial[pas clair] des spécialités fromagères et laitières) et à 49 % par Sodiaal (4e coopérative laitière européenne). Elle est dirigée par 
Jérôme Wolff.
Le siège social de la CF&R est situé à Courbevoie, et son annexe, à Metz. Cette entreprise compte 8 sites de transformation en Normandie (Pacé (Orne), près d'Alençon notamment), en Lorraine et en Auvergne.